# Tanneries-Skandal
Der Tanneries-Skandal von 1874 war ein politischer Skandal in der kanadischen Provinz Québec. Er kostete den damaligen Premierminister dieser Provinz, Gédéon Ouimet, das Amt.
Am 16. Juli 1874 enthüllte die Zeitung Montreal Herald, der Montrealer Broker John Rollo Middlemiss hatte Land im Wert von über $200,000 erhalten, das der Gemeinde Les Tanneries (heute im Montrealer Stadtbezirk Le Sud-Ouest gelegen) zugehörig war. Im Gegenzug hierzu hatte er dem Staat jedoch nur einen Bauernhof im Wert von unter $40,000 übertragen. Zudem kassierte Arthur Dansereau, Mitglied der Parti conservateur du Québec und dort Organisator, hierfür eine Provision von $65,000.
Der Nachfolger Ouimets als Attorney General, George Irvine, und der Sprecher des Legislativrates von Québec, John Jones Ross, später selbst Premier Québecs, traten zurück. Unwillig, sich der Mühe zu unterziehen, innerhalb der englischsprachigen Minderheit nach Nachfolgern für die Zurückgetretenen suchen zu müssen und seine in die Affäre verstrickten französischsprachigen Minister zu entlassen, wollte Ouimet erst die Rückkehr seines Schatzmeisters Joseph Gibb Robertson abwarten. Dessen dann ebenfalls erfolgter Rücktritt veranlasste Ouimet endgültig zur Aufgabe seines Amtes, seine Nachfolger trat Charles-Eugène Boucher de Boucherville an. Ouimet blieb als Abgeordneter im Parlament und widmete sich wieder seiner anwältlichen Tätigkeit. Dansereau hatte zur Transaktion von seinem Freund Joseph-Adolphe Chapleau, ein weiterer späterer Premier Québecs, Informationen erhalten. Chapleau überstand den Skandal jedoch ohne Folgen.
Ouimet wurde später in einem Untersuchungsausschuss von jeder persönlichen Schuld freigesprochen. Die Transaktion wurde annulliert.